# Sophie Schotte
Sophie Schotte, född 1802, död 6 januari 1867 i Eskilstuna, var en svensk brodör.
Hon var dotter till löjtnanten Johan Gustaf Siefvert och Anna Lovisa Chronander och gift med handlaren och rådmannen Per Gustaf Schotte samt farmor till Siri Schotte. Hennes konst består av broderade arbeten där hon som förlagor har använt äldre mästares verk. Bland annat broderade hon en tavla sydd med pärlor efter Rafael i den tidens typiska stil.  